# Lumbrineris striata
Lumbrineris striata är en ringmaskart som beskrevs av Hartmann-Schröder 1962. Lumbrineris striata ingår i släktet Lumbrineris och familjen Lumbrineridae. Inga underarter finns listade i Catalogue of Life.